# 徐耀良
徐耀良（英語：William Tsui Yiu-leung），香港公務員，曾擔任九龍城民政事務專員。他在1994年加入香港政府政務職系，曾於多個政策局及部門工作，包括前政務總署、前工務科、前房屋局、前衞生及福利局、民政事務局、前房屋及規劃地政局及發展局。他其後出任觀塘民政事務助理專員，並在2012年4月2日替蘇婉玲出任九龍城民政事務專員，至2016年5月為郭偉勳所接替。他在衞生及福利局任職期間，負責有關愛滋病的事宜，同時代表該局出任接納愛滋病患者促進委員會委員至2000年6月。